# Brezovec Zelinski
Brezovec Zelinski je naseljeno mjesto u Republici Hrvatskoj u Zagrebačkoj županiji. 

## Zemljopis
Administrativno je u sastavu grada Svetog Ivana Zeline. Naselje se proteže na površini od 1,89 km². 

## Stanovništvo
Prema popisu stanovništva iz 2001. godine Brezovec Zelinski ima 138 stanovnika koji žive u 48 kućanstava. Gustoća naseljenosti iznosi 73,02 st./km².
| broj stanovnika | 97    | 91    | 106   | 121   | 161   | 192   | 200   | 198   | 198   | 190   | 170   | 159   | 140   | 108   | 138   | 167   | 172   |
|                 | 1857. | 1869. | 1880. | 1890. | 1900. | 1910. | 1921. | 1931. | 1948. | 1953. | 1961. | 1971. | 1981. | 1991. | 2001. | 2011. | 2021. |